# Драка (вестник)
„Драка“ с подзаглавие Вестник за разни неща и усмивание е български седмичен вестник, излизал в 1884 година в Търново. Редактор-издател и отговорен редактор е Ефрем Попхристов, а редактор Никола Шарапчиев. Печата се в печатницата на Киро Тулешков. Цената на 1 брой е 30 пари, а абонамента за 3 месеца - 9 гроша. Излиза в събота от 6 октомври до 21 декември 1884 година.
| Годишнина | Броеве | Дата                               |
| --------- | ------ | ---------------------------------- |
| I         | 1 – 12 | 6 октомври 1884 – 21 декември 1884 |

Вестникът е на либерални позиции, като критикува фракцията на Драган Цанков. Заместен е от „Съединена България“.